# Phavaraea erynnis
Phavaraea erynnis är en fjärilsart som beskrevs av Walker 1854. Phavaraea erynnis ingår i släktet Phavaraea och familjen tandspinnare. Inga underarter finns listade i Catalogue of Life.